# Rhinophyllinae
Rhinophyllinae – monotypowa podrodzina ssaków z rodziny liścionosowatych (Phyllostomidae).

## Rozmieszczenie geograficzne
Podrodzina obejmuje gatunki występujące w Ameryce Południowej.

## Morfologia
Długość ciała 40–60 mm, długość ucha 15–18 mm, długość tylnej stopy 8–12 mm, długość przedramienia 29,3–37,2 mm; masa ciała 6,5–16 g.

## Systematyka
Rodzaj zdefiniował w 1865 roku niemiecki zoolog Wilhelm Peters w artykule zatytułowanym O nietoperzach (Vespertilio soricinus Pallas, Choeronycteris Lichtenst., Rhinophylla pumilio nov. gen., Artibeus fallax nov. sp., A. concolor nov. sp., Dermanura quadrivittatum nov. sp., Nycteris grandis n. sp.), opublikowanym w czasopiśmie „Monatsberichte der Königlichen Preussische Akademie des Wissenschaften zu Berlin”. Gatunkiem typowym jest (oznaczenie monotypowe) listkonosek karłowaty (M. pumlio).

### Etymologia
Rhinophylla (Rhinopylla): gr. ῥις rhis, ῥινος rhinos ‘nos’; φυλλον phullon ‘liść’.

### Podział systematyczny
Do podrodziny należy jeden rodzaj listkonosek (Rhinophylla) z trzema gatunkami:
| Grafika | Gatunek               | Autor i rok opisu   | Nazwa zwyczajowa      | Podgatunki         | Rozmieszczenie geograficzne | Podstawowe wymiary                                       | Status IUCN |
| ------- | --------------------- | ------------------- | --------------------- | ------------------ | --- | -------------------------------------------------------- | ----------- |
|         | Rhinophylla alethina  | Handley, 1966       | listkonosek owłosiony | gatunek monotypowy | pacyficzne zbocze w Kolumbii (Chocó na południe do Nariño) i w Ekwadorze (Esmeraldas na południe do Chimborazo; zakres wysokości: 0–1700 m n.p.m.                                                                           | DC: 4,7–6 cm DO: bezogonowy DP: 3,5–3,7 cm MC: 12–16 g   | NT          |
|         | Rhinophylla fischerae | D.C. Carter, 1966   | listkonosek dżunglowy | gatunek monotypowy | Nizina Amazonki w Kolumbii, Wenezueli, Brazylii, Ekwadorze i Peru | DC: 4,4–4,8 cm DO: bezogonowy DP: 2,9–3,2 cm MC: 6,5–7 g | LC          |
|         | Rhinophylla pumlio    | W.C.H. Peters, 1865 | listkonosek karłowaty | gatunek monotypowy | na wschód od Andów w Kolumbii, Ekwadorze, Peru i Boliwii, na wschód do Wenezueli, regionu Gujana i Brazylii (amazońskie i atlantyckie wybrzeże na południe do północnego Espírito Santo); zakres wysokości: 0–1400 m n.p.m. | DC: 4–5,7 cm DO: bezogonowy DP: 2,9–3,7 cm MC: 8–13,5 g  | LC          |

Kategorie IUCN:  LC  – gatunek najmniejszej troski,  NT  – gatunek bliski zagrożenia. 